# Ashley Postell

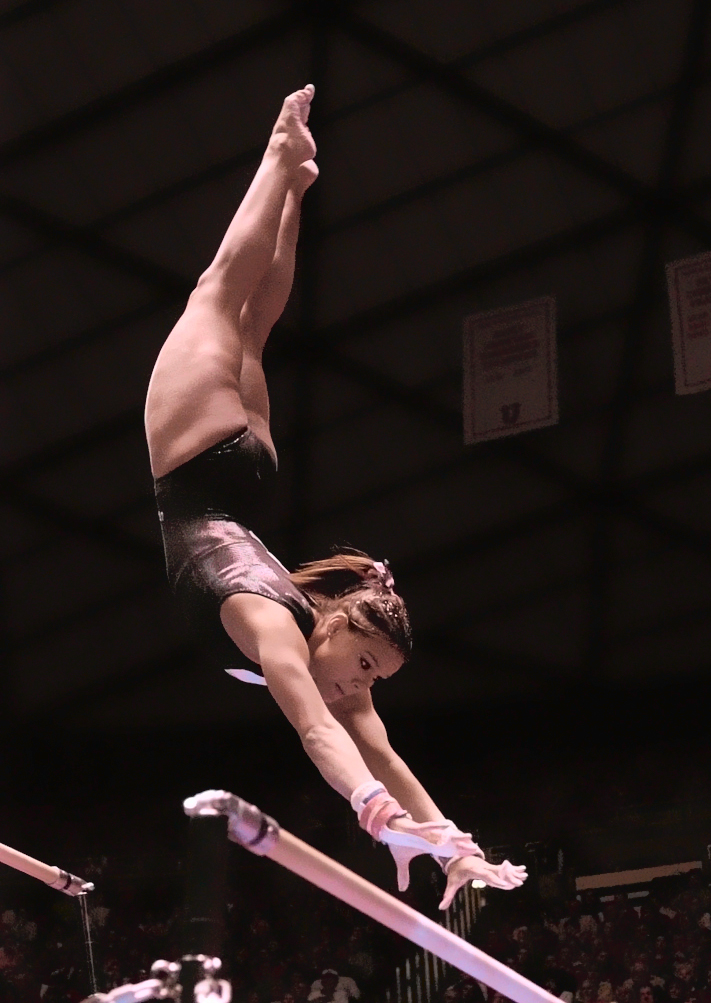
Foto da ginasta Americana Ashley Postell

Ashley Postell, (Cheverly, 9 de junho de 1986), é uma ginasta que compete em provas de ginástica artística pelos Estados Unidos. 
Filha de Gary e Linda, Ashley tem um irmão - Kyle -, um meio irmão - Eric MacArthur - e uma meia irmã - Territa Postell. Inspirada nas Olimpíadas de Barcelona, a ginasta começou a praticar a modalidade. Quatro anos mais tarde, aos dez, já tinha uma ginasta modelo - Dominique Dawes.
 Matriculada no Capital Gymnastics in Virginia, a atleta treinou por sete anos sob os cuidados de Tatiana Perskaia. De 1998 a 2004, Postell competiu pela equipe nacional estadunidense. No decorrer deste tempo, foi campeã nacional no solo em 2003 e campeã, internacionalmente, na trave, ao disputar o Campeonato Mundial de Debrecen e superar a romena Oana Ban.
Após retirar-se da seleção nacional, Ashley passou a competir pela Universidade de Utah, pela qual venceu o NCAA, na equipe Utah Red Rocks, atingindo notas dez no salto e na trave e um 9,95 nas barras assimétricas, totalizando 39,800 dos 40,000 atingíveis. Entre 2005 e 2008, arquivou medalhas no solo, na trave e no concurso geral, no NCAA.